# Im Bann des Kalifen
Im Bann des Kalifen ist ein 1979 entstandenes britisches Fantasy–Abenteuer von Kevin Connor mit Christopher Lee in der Hauptrolle. Obwohl der Film auf keiner Erzählvorlage von Märchen aus Tausendundeiner Nacht basiert, tangiert und zitiert er viele bekannte orientalische Sagen und Überlieferungen, u. a. Sindbad sowie Alibaba und die 40 Räuber. Der film startete am 19. Juli 1979 in den deutschen Kinos.

## Handlung
In einem fiktiven arabischen Land liegt die Metropole Jadur, in welcher Kalif Alquazar ein eisernes Regime führt. Einer seiner Gefangenen ist der eigentlich adlige Prinz Hassan, der zudem um die Hand von Prinzessin Zuleira anhält. Der Kalif schlägt dem Eingekerkerten einen Handel vor: Hassan erhält seine Freiheit zurück, wenn er Alquazar eine geheimnisvolle Zauberrose beschafft. Mit dieser will sich Alquazar die alleinige Macht in Jadur sichern. Hassan macht sich auf Suche – unterstützt durch einen Trupp schlagfertiger Glücksritter, den Waisenjungen Majeed sowie den verschlagenen Lakaien Khasim.
Die Rose liegt versteckt in einem dicht bewachsenen Dschungel, geschützt durch allerlei Fallen, Zaubereien und Kreaturen. Doch Hassan und seine Gefährten meistern alle Hindernisse. Schützenhilfe erhalten sie dabei durch Majeed, welcher einen magischen Diamanten besitzt, mit dem er die Fee Vahista rufen kann, die ihm drei Wünsche gewährt. Dadurch gelangt Hassan in Besitz der Rose. Doch dann zeigt Khasim sein wahres Gesicht: er arbeitet für Alquazar und stiehlt daraufhin die Rose. Im letzten Moment kann Majeed die Rose zurückholen.
Hassan und seine Leute kehren nach Jadur zurück, da Alquazar inzwischen auch Zuleira als Geisel genommen hat. Der schickt Hassans Leuten eine Armee entgegen. Hoch über Jadur liefern sich beide Seiten ein Gefecht mit fliegenden Teppichen. Hassan kämpft sich zu Alquazars Versteck in einer Höhle durch. Der Kalif tötet Hassan, welcher jedoch durch Majeeds Diamanten gerettet werden kann. Majeed gelangt schließlich selbst in den Besitz der Rose und setzt sie gegen Alquazar ein, welcher daraufhin besiegt wird.
Der Terror ist beendet und Hassan heiratet Zuleira.

## Kritik
„Detailreich und spannend mit einigen faszinierenden Trickszenen inszeniert. Ein unterhaltsamer Familienfilm ohne hohe Ansprüche.“